# Gao Zhihang
Pour les articles homonymes, voir Gao.
Dans ce nom chinois, le nom de famille, Gao, précède le nom personnel.
Gao Zhihang (高志航, 14 mai 1907 - 21 novembre 1937) est un as de l'aviation chinois. Durant la seconde guerre sino-japonaise, le 14 août 1937, son escadre abat six avions japonais sans aucune perte de son côté, et Gao devient un héros national.

## Biographie

### Jeunesse et formation
Gao est né à Tonghua dans la province du Liaoning au sein d'une famille catholique en 1907. Il est l'aîné d'une fratrie de six enfants. Il est admis à l'école d'officiers de l'armée du nord-est comme cadet en artillerie et est sélectionné pour recevoir un entraînement de pilote en France l'année suivante. De retour en Chine en 1927, il est posté dans l'escadre des Aigles volants commandée par le maréchal Zhang Zuolin et devient instructeur de vol en 1929.
Lorsque le Japon envahit la Mandchourie le 18 septembre 1931, il rejoint le gouvernement nationaliste et devient instructeur à l'école centrale de vol près de Hangchou. De retour d'Italie après un tour d'inspection, il est nommé vice-chef instructeur et commandant du 4e groupe de poursuite.

### Bataille de Shanghai
Le 14 août 1937, les forces aériennes japonaises envoient 11 bombardiers Mitsubishi G3M attaquer le terrain d'aviation de Jianqiao près de Hangzhou et 9 autres attaquer celui de Kwang-teh. Les avions japonais décollent du terrain de Matsuyama à Taipei à 14h50 (heure japonaise), avec chacun deux bombes de 250 kg.
Le raid est vite repéré par les Chinois et les renseignements chinois indiquent que plusieurs bombardiers japonais ont décollé d'un terrain à Taïwan, traversé le détroit de Formose, et vole au-dessus du Zhejiang en direction de Hangzhou. À ce moment, Hangzhou est seulement défendue par une poignée de Curtiss BF2C Goshawk pilotés par des instructeurs de l'académie d'aviation de Chine centrale puisque des renforts espérés de Zhoujiakou n'ont pas pu venir en raison de la mauvaise météo. Le colonel Gao décolle préalablement de Nanchang vers Jianqiao où il atteint le 4e groupe de poursuite qui s'envole de Zhoujiakou au Henan et qui est sous son commandement.
Dès qu'ils entendent le bombardement en cours à 4 000 m d'altitude, ils traversent les nuages et découvrent les bombardiers ennemis en formation lâche au-dessus de la baie de Hangzhou. Gao Zhihang abat un des bombardiers qui s'écrase sur la rive du fleuve Qiantang. La force aérienne chinoise gagne son premier combat aérien contre le Japon. Devenu célèbre dans tout le pays, le 4e groupe de poursuite de Gao Zhihang est surnommé le « groupe Zhihang ».

### Mort
En octobre 1937, il est promu commandant de poursuite de la force aérienne chinoise, tout en restant commandant du 4e groupe de poursuite. En novembre 1937, son escadre est rééquipée de Polikarpov I-16 Type 5 et il mène le second groupe dans son retour de Nankin le 21 novembre
Alors qu'ils font le plein au terrain d'aviation de Zhoujiakou, les pilotes du groupe sont repérés par 10 bombardiers japonais Mitsubishi G3M2s qui mènent un vol de reconnaissance. Les bombes sont déjà en train de tomber alors que Gao court vers son I-16. L'avion ne démarre pas et alors que les bombes se rapprochent, le personnel du terrain d'aviation fuit pour se mettre à l'abri. Gao les prend alors en chasse pistolet au poing pour qu'ils reviennent l'aider à démarrer son avion mais il est tué par une bombe.
Au moment de sa mort, Gao a 4 victoires revendiquée, celles-ci effectuées avec son Curtiss BF2C Goshawk. Selon le rapport officiel de la force aérienne de la République de Chine, il n'est crédité que de 3,5 victoires et est décoré de la médaille Trois étoiles.

## Postérité
Gao est promu major-général à titre posthume. En 1940, le gouvernement annonce que le 14 août serai désormais la journée des forces aériennes pour soutenir le moral du peuple chinois.
Gao est le personnage principal du film taïwanais Les Héros des ciels de l'Orient (en) de 1977 et des séries TV chinoises Défunts héros de 2011 et Les Champs de bataille orientaux.